# 豊平村 (福岡県)
豊平村（とよひらむら）は、福岡県筑紫郡にあった町。旧那珂郡。福岡市、堅粕町へ分割編入され、現在は博多区、東区の一部となっている。 

## 歴史
- 1889年4月1日 - 町村制施行に伴い那珂郡金平村、豊富村、堅粕村の一部が合併して那珂郡豊平村が成立した。
- 1896年4月1日 - 郡の統合により那珂郡が御笠郡，席田郡と合併して筑紫郡となる[1]。
- 1915年4月1日 - 豊平村を解体。大字豊富は福岡市へ、大字金平は堅粕町へ分割編入された。
- 1928年4月1日 - 堅粕町が福岡市へ編入される。
- 1972年4月1日 - 福岡市が政令指定都市へ移行。旧豊平村のエリア内のうち大字金平（現在の東区東浜・馬出の一部）は東区に、旧:大字豊富地区（福岡市への編入後に千鳥町・大学通・仲町・常盤町・春日町・元町・清水町・京町の各町へ再編、現在の博多区千代及び東区馬出の一部）は博多区に編入する。

## 出身人物
- 松本治一郎（部落解放運動家、政治家） - 金平村生まれ。部落解放全国委員会中央執行委員長。参議院副議長。松本英一の養父。松本龍の養祖父。